# Sărulești-Gară, Călărași
Sărulești-Gară este un sat în comuna Sărulești din județul Călărași, Muntenia, România.